# Tamraparni
Tamraparni (en sánscrito) o Tambapanni (en idioma palí) es un antiguo nombre de la isla de Sri Lanka, en el sur del continente asiático.
De acuerdo con ello, Tāmraparnīia es el nombre dado al linaje de la escuela theravada de Sri Lanka.
Existe un moderno Tamraparni en la región del sur de la India que corresponde a la zona del río Tamraparni, en Tirunelveli (estado de Tamil Nadú), y que ahora se llama río Thamirabarani, tiene un nombre relativamente moderno.

## Etimología
Tambapanni, en idioma cingalés, significa manos (pani) de color rojo (tamba), quizá porque los primeros cingaleses traían la costumbre india de hacer reverencias sobre la tierra, y al llegar a esta tierra roja se mancharon las manos.

## Historia del nombre
La primera referencia que se conoce es del historiador griego Megástenes (350-290 a. C.), hacia el 290 a. C., en el período posterior al emperador Asoka (304-232 a. C.).

Taprobane está separada del continente por un río, que los habitantes llaman Palaiogonoi, y que su país produce más oro y grandes perlas que la India.
Megástenes

Por tanto, es razonable sostener que el Tambapanni al que se refiere el edicto II y XIII de Asoka es Sri Lanka, y no la región del río Tamraparni en el sur de la India (que es un nombre relativamente moderno).
Tamraparni se menciona, en particular, en el Edictos de Asoka, como una de las áreas de proselitismo budista en el siglo III a. C.:

La conquista del dharma [la religión budista] se ha ganado aquí, en la frontera, y hasta 600 ioyanas (entre 5400 y 9600 km) de distancia, donde gobierna el rey griego Antíocos. Más allá gobiernan los cuatro reyes llamados Ptolomeo, Antígono, Magas y Alejandro de Epiro, lo mismo que en el sur entre los cholas, los pandias, y Tamra Parni.
Edicto de la roca 13 (S. Dhammika), en los Decretos de Ashoka

En Geographia, un mapa del mundo dibujado por el historiador griego Claudio Ptolomeo en el año 150 d. C., se aprecia una gran isla situada al sur del subcontinente indio, que los griegos llamaban Taprobane, y que el historiador identificó como la isla de Sri Lanka.
En las inscripciones budistas de NagaryuniKonda (siglo III d. C.) aparece todavía este nombre Tamraparni; aún no había sido reemplazado por el nombre más moderno Simjala o SimjalaDuipa (isla del pueblo simjalas, o isla de los leones), y Sri Lanka, que más tarde los británicos convertirían en Ceylán.
En la primera estrofa del poema épico portugués Os lusíadas (1572), de Luis de Camões (1524-1580) se menciona una Taprobana:

As armas e os barões assinalados,
que da ocidental praia Lusitana,
por mares nunca de antes navegados,
passaram ainda além da Taprobana,
em perigos e guerras esforçados,
mais do que prometia a força humana,
e entre gente remota edificaram
Novo Reino, que tanto sublimaram
Las armas y varones distinguidos,
que de Occidente y playa lusitana
por mares hasta allí desconocidos,
pasaron más allá de Taprobana;
y en peligros y guerra, más sufridos
de lo que prometía fuerza humana,
entre remota gente, edificaron
Nuevo Reino, que tanto sublimaron.

Esta Taprobana podría ser una versión griega de Thambapanni (‘color cobre’), que era el nombre de uno de los antiguos puertos de Sri Lanka. Aunque también podría ser una referencia a Tribhuvana (las tres ámbitos: la tierra, la atmósfera y el cielo). Esto podría significar que De Camões decía que los portugueses iban más allá de la Tierra, la atmósfera y el cielo, en su búsqueda épica, como señaló Dalila Pereira da Costa.
También se la menciona en el Civitas solis (1602) de Tommaso Campanella.
Taprobana podría referirse también a la isla de Sumatra, como lugar de nacimiento de Enrique de Malaca (siglo XVI), el esclavo malayo de Fernando de Magallanes.

### En el Renacimiento (siglosXVyXVI)
Los eruditos del Renacimiento ―como el cartógrafo judío Cresques Abraham (siglo XIV), Fra Mauro (f. 1460), Ludovico de Verthema (1470-1517), Maximiliano de Transilvania (1490-1538), Gerardus Mercator (1512-1594), Sebastian Münster, Nicoló de Conti (1395-1469)― asociaron Taprobane con Sumatra (a la que también llamaban Java Menor). Marco Polo indicó que más allá de Sumatra no se podía ver la estrella polar. Ahora bien, esta misma frase había dicho Plinio sobre Taprobana. En 1462, el navegante árabe Ahmad ibn Majid tradujo Sirandib como Sumatra en vez de Sri Lanka.